# Legong
Legong (kinesiska: 勒功, 勒功乡) är en socken i Kina. Den ligger i provinsen Jiangxi, i den sydöstra delen av landet, omkring 180 kilometer nordost om provinshuvudstaden Nanchang. Antalet invånare är 7871. Befolkningen består av 3 856 kvinnor och 4 015 män. Barn under 15 år utgör 14,0 %, vuxna 15-64 år 76 %, och äldre över 65 år 8,0 %.
Genomsnittlig årsnederbörd är 2 520 millimeter. Den regnigaste månaden är juni, med i genomsnitt 438 mm nederbörd, och den torraste är oktober, med 61 mm nederbörd.